# Trochila craterium
Trochila craterium är en svampart som först beskrevs av Augustin Pyrame de Candolle, och fick sitt nu gällande namn av Elias Fries 1849. Enligt Catalogue of Life ingår Trochila craterium i släktet Trochila, ordningen disksvampar, klassen Leotiomycetes, divisionen sporsäcksvampar och riket svampar, men enligt Dyntaxa är tillhörigheten istället släktet Trochila, familjen Dermateaceae, ordningen disksvampar, klassen Leotiomycetes, divisionen sporsäcksvampar och riket svampar. Arten är reproducerande i Sverige. Inga underarter finns listade i Catalogue of Life.